# Günter von Scheven
Günter von Scheven (* 17. April 1908 in Krefeld; † 21. März 1942 in Karpowka) war ein deutscher Bildhauer. Er schuf überwiegend figürliche Plastiken.

## Leben
1927 legte Günter von Scheven am Gymnasium am Moltkeplatz in Krefeld das Abitur ab. Danach studierte er Philosophie in Heidelberg und Berlin. Gleichzeitig betrieb er ein Kunststudium und entschied sich 1928 für die Bildhauerei. An der Berliner Akademie besuchte er Kurse bei Diederichs und Fritz Klimsch. 1932 wurde von Scheven Privatschüler Georg Kolbes, nachdem dieser auf ihn durch seine blaue Granitplastik Jünglingstorso aufmerksam wurde. Er gehörte, zusammen mit Andreas Moritz und Hermann Lemperle, um 1930 zu einem Kreis idealistischer junger Männer, dessen Mittelpunkt Georg Kolbe war.
Nachdem er 1940 in den Zweiten Weltkrieg eingezogen worden war, schrieb er Feldpostbriefe an Kolbe, die dieser auszugsweise veröffentlicht hat.
1937 erhielt von Scheven ein Stipendium der Villa Massimo in Rom und reiste durch Italien und Griechenland. 1938 war er vorübergehend in Düsseldorf, dann wieder in Berlin tätig.
Er beteiligte sich schon 1933 an der Ausstellung Lebendige Deutsche Kunst der Galerie Paul Cassirer sowie an der Kunstausstellung 1936 in Berlin, wo er einen Diskuswerfer und einen Speerwerfer ausstellte, sowie an der Ausstellung Deutsche Bildhauer der Gegenwart 1940 in Hamburg. An Ausstellungen der Galerie Karl Buchholz in Berlin war er zwischen 1935 und 1941 mehrfach beteiligt. 1947 veranstaltete der Krefelder Museumsverein eine Gedächtnisausstellung.

## Werke
- 1930: Jünglingstorso (Granit)[2]
- 1932: Hockende (Schlesischer Marmor)[3][4]
- 1932: Bildnis H.L.[5][6]
- vor 1933: Bildnis Fräulein G. (Gips)[7]
- 1933: Bildnis der Mutter (Bronze)
- 1933: Skiläufer
- 1933: Staffellauf (Relief)
- 1933: Diskuswerfer
- 1933: Kugelstoßer
- 1934: Sportplakette (Bronze)
- 1935: Trauernde (Bronze)
- 1935: Bildnis Griechin[8]
- 1936: Bildnis der Schwester (Bronze)[9]
- 1938: Sibylle (Gips)[10][11]
- 1936/38: Trauernde II (Zink)[12][13]
- 1938: Bildnis L.F.[14]
- 1938: Kampf der Engel (Zink-Relief), auch Richtende Engel
- 1939: Kleine Stehende (Bronze)
- vor 1940: Erweckung (Bronze-Relief)